# Bildtafel der Verkehrszeichen im Deutschen Reich von 1925 bis 1927
Die Bildtafel der Verkehrszeichen im Deutschen Reich von 1925 bis 1927 zeigt die Verkehrszeichen im Deutschen Reich während der Weimarer Republik, wie sie durch die Neufassung der Verordnung über die Aufstellung von Warnungstafeln für den Kraftfahrzeugverkehr vom 25. April 1925 festgelegt worden sind. Die Verordnung trat unmittelbar nach ihrer Veröffentlichung in Kraft und bestätigte die älteren Gesetzgebungen von 1923 und 1909. Zu den älteren, bestätigten amtlichen Verlautbarungen gehörte auch das  Gesetz über den Verkehr mit Kraftfahrzeugen vom 21. Juli 1923. Nach Paragraph 5a sollten gefährliche Straßenabschnitte, die dem Durchgangsverkehr dienten, durch Warnungstafeln gesichert werden. 

## Herstellungsvorgaben und Farben
Alle Zeichen, die ausnahmslos Warntafeln für verkehrsgefährliche Stellen waren, mussten als weiße Sinnbilder auf dunkelblauen, kreisrunden Tafeln erscheinen. Diese Tafeln hatten einen Durchmesser von 60 bis 70 Zentimetern. Das vorgeschriebene Aussehen der Sinnbilder war durch das Internationale Abkommen über den Kraftfahrzeugverkehr vom 11. Oktober 1909 geregelt. Solange die Erkennbarkeit der Zeichen nicht beeinträchtigt wurde, war Werbung auf den Verkehrsschildern erlaubt.
Eine spezielle Regelung für eine nähere Normierung der dunkelblauen Farbe auf den Tafeln existierte noch nicht. Der heute für die farbgetreue Darstellung der Verkehrszeichen zuständige RAL (Reichs-Ausschuss für Lieferbedingungen) hatte erst im April 1925 seine Arbeit aufgenommen und legte seinen ersten Farbtonkatalog 1927 vor.
Aufgrund der guten rückstrahlenden Wirkung und der langen Haltbarkeit wurden viele Schilder in Email-Technik hergestellt.
Die Farbtöne und die Typographie der Zeichen war nicht vereinheitlicht, somit war die Ausführung im Einzelnen von den Vorgaben der deutschen Länder, der Hersteller und der Automobilvereine abhängig. Auch die Texte auf den Tafeln konnten trotz offizieller Vorgaben abweichend ausgeführt sein.

## Amtlich verordnete Tafeln

### Internationale Warnungstafeln

Querrinne
Kurve
Straßenkreuzung
Bahnübergang

### Tafel für Höchstgeschwindigkeiten

Kraftfahrzeuge 30 km Höchstgeschwindigkeit

### Sperrtafeln

Verbot für Kraftfahrzeuge an Sonn- und Festtagen von ... bis ...
Verbot für Kraftfahrzeuge, offen für Motorräder
Verbot für Kraftfahrzeuge und Motorräder

Nachzeichnung eines erhaltenen Originals mit vom Gesetzestext leicht abweichender Fassung

### Bis 1927 nachträglich hinzugefügte Tafel
Im Januar 1926 wurden eine weitere Sperrtafel reichsweit gültig, die für schwere Kraftfahrzeuge bestimmt war. Diese Tafel war wie die übrigen Sperrtafeln 0,50 × 0,50 Meter groß und gelb gehalten. Der Text lautete Verbot für Kraftfahrzeuge mit mehr als 5,5 Tonnen Gesamtgewicht.

Verbot für Kraftfahrzeuge mit mehr als 5,5 Tonnen Gesamtgewicht

## Weitere Straßenbeschilderung
Die weitere Beschilderung der Straßen wurde in vielen Bereichen regional ausgeführt und war daher vielfach sehr uneinheitlich.

### Initiativen örtlicher Behörden

Lastwagen 10 km Höchstgeschwindigkeit Lokal eingesetzte Variante der offiziellen, schwarz-blauen Geschwindigkeitstafeln

- Lastwagen 10 km Höchstgeschwindigkeit 
Lokal eingesetzte Variante der offiziellen, schwarz-blauen Geschwindigkeitstafeln

### Initiativen der Automobilclubs

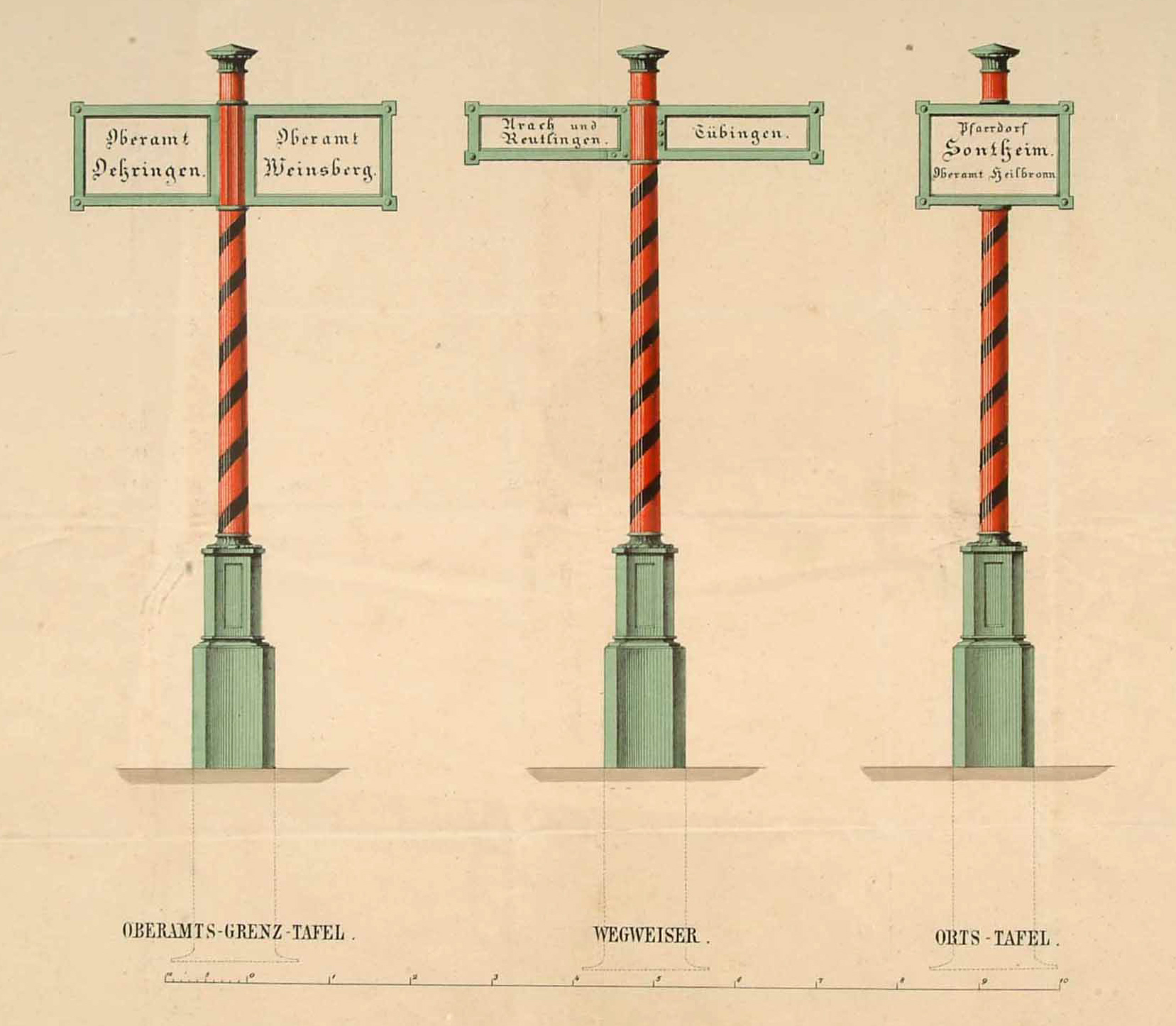
Die ab 1863 im Königreich Württemberg aufgestellten Wegweiser und Ortstafeln bestanden zumeist noch bis in die 1930er Jahre.

Seit 1912 stellte unter anderem der Allgemeine Deutsche Automobil-Club Ortstafeln und Wegweisertafeln in privater Initiative auf, da staatliche Stellen keine Notwendigkeit darin sahen, eine autofahrergerechte neuzeitliche Beschilderung zu verordnen. Meist standen in den 1920er Jahren noch die in der Regel aus Gusseisen gefertigten Ortstafeln und Wegweiser aus dem 19. Jahrhundert.
In den 1920er Jahren begann der Deutsche Touring-Club mit der Aufstellung von Wegweisern in den wichtigsten deutschen Verkehrsregionen. Die Schilder besaßen eine einheitliche Gestaltung; das untere Feld war den Firmen vorbehalten, die sich an der Herstellung der Tafel finanziell beteiligt hatten. Seit 1925 war das Anbringen von Werbung auf den Verkehrsschildern gesetzlich zugesichert. Der Bayerische Automobil-Club stellte zusätzlich in Bayern blau-weiße Warnungstafeln auf, die sich in ihrer grundsätzlichen Form an den staatlichen Tafeln für Höchstgeschwindigkeiten orientierten.

Ortstafel des Allgemeinen Deutschen Automobil-Clubs
Wegweisertafel des Deutschen Touring-Clubs
Warnungstafel des Bayerischen Automobil-Clubs

## Sicherungen für Wegübergänge in Schienenhöhe
Wegübergänge wurden nahe der Schienenhöhe durch weiße, rechteckige Warnungstafeln gesichert, die einen schwarzen Rand besaßen. Diese nun meist aus Blech gestanzten Tafeln trugen Aufschriften, die den Straßenbenutzer auf die Gefahren und Verbote an beschrankten und unbeschrankten Bahnübergängen aufmerksam machen sollte. Allen Warnungstafeln war zu eigen, dass sie mit dem besonders groß geschriebenen Wort „Halt!“ begannen.

Warnungstafel für Wegübergänge mit Schranken
Warnungstafel für Wegübergänge ohne Schranken
Warnungstafel für Wegübergänge an Nebenbahnen mit ständigem selbsttätigem Läutewerk